# Yūhi Murakami
Yūhi Murakami (japanisch 村上 悠緋 Murakami Yūhi; * 19. Dezember 2000 in Hokkaidō) ist ein japanischer Fußballspieler.

## Karriere
Yuhi Murakami erlernte das Fußballspielen in der Universitätsmannschaft der Schulmannschaft der Muroran Ohtani High School sowie in der Universitätsmannschaft der Kanto Gakuin University. Von Ende Juli 2021 bis Saisonende und von Anfang Juli 2022 bis Saisonende 2022 wurde er von der Universität an den Erstligisten Yokohama F. Marinos ausgeliehen. Während der Ausleihen kam er jedoch nicht zum Einsatz. Am 1. Februar 2023 wurde er fest von den Marinos unter Vertrag genommen. Sein erstes Pflichtspiel für die Marinos absolvierte er am 5. April 2023. Hier kam er in einem Gruppenspiel des Ligapokals gegen Hokkaido Consadole Sapporo zum Einsatz. Bei dem 2:1-Erfolg wurde er in der 71. Minute für den Brasilianer Marcos Júnior eingewechselt. Sein Erstligadebüt für den Verein aus Yokohama gab Yuhi Murakami am 15. September 2023 (27. Spieltag) im Heimspiel gegen Sagan Tosu. Bei dem 1:1-Unentschieden stand er in der Startelf und spielte die kompletten 90 Minuten. Im August 2024 wechselte er bis Saisonende 2024 auf Leihbasis zum Zweitligisten Tokushima Vortis. Für den Verein aus Tokushima bestritt er sieben Ligaspiele. Zu Beginn der Saison 2025 wurde er an den Zweitligisten Ehime FC verliehen.